# Erving Goffman
Erving Goffman, kanadski sociolog, * 11. junij 1922, Mannville, Alberta, Kanada, † 19. november 1982, Filadelfija, Pensilvanija, ZDA.
Erving Goffman velja za enega najpomembnejših ameriških sociologov 20. stoletja. Napisal je veliko del s sociološko tematiko. Najbolj je zaslovela njegova prva knjiga z naslovom Predstavljanje sebe v vsakdanjem življenju (The Presentation of Self in Everyday Life, 1956). V tej knjigi je razvil svojo prvo veliko teoretsko metaforo teatra za razlago vsakdanjega socialnega življenja.
Goffman je imel zanimivo življenje. Za svoja dela je prejel veliko prestižnih nagrad. Za čas svojega življenja in po njem, je zelo cenjen sociolog. Bil je 73. predsednik Ameriškega sociološkega združenja, Goffmanov največji znanstveni prispevek je študija simboličnega interakcionizma v obliki dramaturške perspektive.
Leta 2007 je bil Goffman 6. najbolj citirani intelektualec humanizma in družboslovja po Timesovi razvrstitvi.

## Življenje
Erving Goffman se je rodil 11. junija 1922 v mestu Alberta v Kanadi. Izhajal je iz judovske družine, ki se je priselila v Kanado na prelomu stoletja. Leta 1937 je Goffman začel obiskovati srednjo tehnično šolo v Winnipegu. Nato se je leta 1939 vpisal na Univerzo v Manitobi, kjer je študiral kemijo. Študij je prekinil in se preselil v Ottawo, kjer je delal v filmski industriji za kanadski nacionalni filmski odbor. V tem obdobju je razvil zanimanje za sociologijo. Takrat se je srečal s priznanim severnoameriškim sociologom Dennisom Wrongom. Njuno srečanje je spodbudilo Goffmana, da je opustil študij na univerzi v Manitobi in se vpisal na Univerzo v Torontu. Na tej univerzi je je leta 1945 diplomiral iz sociologije in antropologije. Podiplomski študij je nadaljeval na Univerzi v Chichagu, kjer je magistriral in promoviral iz sociologije. Leta 1952 se je poroči z svojo izbranko Angelico Choate. Leto za tem se jima rodi sin Thomas. Žena se je velik del življenja spopadala z duševnimi problemi, leta 1964 pa je podlegla depresiji in storila samomor. Poleg svoje akademske kariere je Goffman znan po svojem zanimanju za borzno vlaganje in po igrah na srečo. Goffman se je leta 1981 znova poroči z Gilian Sankoff. Leto po poroki dobila hčer Alice. Nekaj časa je bolehal z rakom na želodcu, 19. novembra 1982 pa podleže tej zahrbtni bolezni.  Bil je zelo pomemben ameriški sociolog.

## Dela in dosežki
Leta 1956 je izdal svoje prvo veliko delo, katerega naslov se glasi Predstavljanje sebe v vsakdanjem življenju. Navdih za pisanje tega dela je dobil iz raziskave, ki jo je opravil v Unstnu (otok v Veliki Britaniji).                        
Leta 1961 je izdal svojo drugo knjigo z naslovom Azili: Eseji o socialnem položaju duševnih bolnikov in drugih zapornikov (Asylums: Essays on the Condition of the Social Situation of Mental Patients and Other Inmates). V njej je razvil koncept totalne institucije. Nekaj let pred izidom druge knjige je bil zaposlen kot pomočnik na Nacionalnem inštitutu za duševno zdravje v Bethesdi v Marylandu. Opazoval je posameznike in prav to opazovanje ga je pripeljalo do pisanja esejev o duševnih boleznih in skupnih ustanovah.
Leta 1958 se je zaposlil na Univerzi Kalifornije kot gostujoč profesor sociologije, nato pa je leta 1962 postal redni profesor. Leta 1969 je postal sodelavec Ameriške akademije znanosti in umetnosti. Naslednje leto postane soustanovitelj Ameriškega združenja za ukinitev neprostovoljne duševne bolnišnice. Pomagal je pri oblikovanju izjave tega združenja.
Leta 1971 je objavil delo z naslovom Odnosi v javnosti (Behavior in Public). V njem je povezal številne ideje o vsakdanjem življenju s sociološkega vidika. 
Leta 1974 je izšla še ena njegova pomembna knjiga z naslovom Analiza okvirja (Frame Analysis: An Essay on the Organization of Experience).
Za časa svojega življenja dobi nagrado Cooley-Mead (1979), izvoljen je bil tudi za predsednika Ameriškega združenja sociologov. Predsednik je bil od 1981 do 1982. Potem pa ga je premagala bolezen. Posthumno je leta 1983 prejel nagrado Mead. 

### Predstavljanje sebe v vsakdnjem življenju
Predstavljanje sebe v vsakdanjem življenju je sociološka knjiga, ki jo je Goffman napisal leta 1956. Prvotno je bila najprej objavljena na Škotskem leta 1956, zatem pa v ZDA tri leta pozneje. To je prva in najbolj znana knjiga Goffmana. Leta 1961 je zanjo prejel Maclver-jevo nagrado Ameriškega sociološkega združenja (ASA). Leta 1998 jo je Mednarodno sociološko združenje označilo kot deseto najpomembnejše sociološko delo dvajsetega stoletja.
Goffman se v tej knjigi posveti medosebnim interakcijam na vsakdanji ravni. Zanima ga, kdo in kako oseba prihaja v stike z drugimi ljudmi ter kako se v vsakdanjih odnosih obnaša. Metafora, ki jo avtor uporablja za uveljavljanje oblike družbenosti, je gledališče. Goffman podrobno analizira družbeno srečanje oziroma predstave, ki potekajo v njem. Prikaže kako posameznik konstruira svojo masko prek mimike, drže, obleke in govora. Da pa bi ta posameznik zbral pravo masko, mora presoditi razmere in okolje, v kateremu se je znašel. Torej posameznik svoje vedenje in masko prilagaja glede na okoliščine. Na primer, pri zdravniku si nadene drugačno socialno masko, kot pa v službi. Goffman pride do sklepa, da družbeno življenje zahteva sofisticirano gledališko infrastrukturo: oder, zaodrje, maske, igro. Občinstvo ima v tej njegovi predstavi pomembnejšo vlogo, saj se identiteta posameznika gradi glede na interakcijo. Goffman označi identiteto za nekaj krhkega, ki se vzpostavlja sproti. Kako se vzpostavi, pa je odvisno od odziva osebe, ki se odziva na vlogo, ki jo igramo. Glavni interes pri vpletenih je to, da bi se izognili zadregi, v nelagodni situaciji zato napravijo vse, da bi ublažili občutek sramu. Ta občutek sramu ublažijo tako, da ignorirajo nespretnost sogovornika ali pa z uporabo humorja. Goffman pove, da je za ohranjanje družbenih vezi potrebna ena oblika prevare, torej, da ni pravega notranjega jaza. Ta notranji jaz se po Goffmanu gradi vseskozi in znova. Goffman podrobno analizira družbeno srečanje oziroma predstave, ki potekajo v njem. Skozi delo se Goffman v te predstave poglobi in pride do zaključka, da v človeku ni pravega notranjega jaza.
- Goffman v knjigi izrazi tudi tezo, da je vsakdanji svet temeljni svet. Iz tega vsakdanjega sveta pa so izpeljani vsi drugi svetovi.